# Kyeok Too Ki
Kyeok Too Ki (auch Kyeoktooki oder Kyuk Too Ki geschrieben) ist einerseits eine moderne koreanische Kampfkunst. Andererseits steht dieser Begriff im Koreanischen ganz allgemein für Kampfkunst und ist somit ein Synonym für Mu Ye. Kyeok Too Ki wird in Korea auch anstelle des Begriffs Mixed Martial Arts (MMA) benutzt und hat in diesem Sinne nichts mit der konkreten modernen Kampfkunst zu tun.

## Kyeok Too Ki als Stil von Meister Yun Sae-kwon
Kyeok Too Ki als konkrete moderne Kampfkunst wurde Anfang der 1970er-Jahre von Großmeister Yun Sae-kwon (9. Dan, Hapkido, † 6. November 2013) entwickelt. Sie wird bis heute ständig weiterentwickelt.
Traditionelle Kampfkünste beziehungsweise Kampfsportarten entwickelten sich zumeist als eigenständige, in sich geschlossene Disziplinen und haben nach Ansicht von Yon Sae-kwon jeweils ihre spezifischen Vor- und Nachteile. Die Grundidee von Yon Sae-kwon war es, die Vorteile und positiven Aspekte dieser Kampfkünste zu übernehmen und die Nachteile zu eliminieren.
Kyeok Too Ki beinhaltet Fuß- und Schlagtechniken, Hebel- und Wurftechniken zur Selbstverteidigung, Yoga, Qigong Energie- und Atemübungen, Entspannungstraining und Meditation in Ruhe und Bewegung. Fortgeschrittene Schüler des Kyeok Too Ki lernen darüber hinaus Techniken und Formen mit dem Langschwert (Katana), Lang- und Kurzstock, Speer, Dan Bong, Fächer (Tessen) und Messer. Einige Waffentechniken wurden dem chinesischen Wushu entlehnt.
Regelmäßig werden nationale und internationale Wettkämpfe veranstaltet, bei denen – ähnlich dem K-1-Regelwerk – im Vollkontakt gekämpft wird.

## Bedeutung
Kyeok (격) bedeutet „Norm“. In Kombination mit In („Mensch“) als Inkyeok (인격) bedeutet es Menschlichkeit.
Too (투) steht für Kampf.
Ki (기) bedeutet hier „Technik“ (Kurzform von Kisul/Gisul). Es ist ein anderes Hanja als das Ki, welches z. B. in Hap Ki Do vorkommt. Dennoch wird es von Vertretern des Kyeok Too Ki als „Lebensenergie“ gedeutet, da Ki nach deren Ansicht die Grundlage jeder Kyeok-Too-Ki-Technik ist.

## Graduierungssystem
| Kup / Grad  | 10. Kup | 9. Kup | 8. Kup | 7. Kup | 6. Kup | 5. Kup | 4. Kup | 3. Kup | 2. Kup | 1. Kup  |
| Gürtelfarbe | weiß    | gelb   | gelb-  | orange | grün   | blau   | rot    | lila   | braun  | braun-  |
|             |         |        | orange |        |        |        |        |        |        | schwarz |

| Dan         | 1. Dan  | 2. Dan  | 3. Dan  | 4. Dan  | 5. Dan  | 6. Dan  | 7. Dan  | 8. Dan  | 9. Dan  |
| Gürtelfarbe | schwarz | schwarz | schwarz | schwarz | schwarz | schwarz | schwarz | schwarz | schwarz |

## Organisation
Der offizielle Verband ist die World Kyeok Too Ki Federation mit Sitz in Gwangju (Südkorea).
Europapräsident ist Großmeister Yeo Hung-hyun 9. Dan.